# Его Святейшество
Его́ Святе́йшество — титулование в Христианской церкви предстоятелей (патриархов) Православной церкви, а также папы римского в Католической церкви.

## Употребление в различныхконфессиях
Обращение к предстоятелю или папе — Ваше Святейшество. Древние восточные патриархи, однако, имеют титул «Его Блаженство» (греч. Ή Αυτού Θειοτάτη Μακαριότης), и к ним обращаются «Ваше Блаженство». Официальное титулование православного Константинопольского патриарха — «Его Божественное Всесвятейшество» (греч. Η Αυτού Θειοτάτη Παναγιότης).
Предстоятель Грузинской православной церкви имеет титул «Его Святейшество и Блаженство».
В католичестве титулование происходит от латинского Sanctitas. Этот титул первоначально использовался для всех епископов, но с VII века он стал использоваться только для патриархов и некоторых светских правителей, а с XIV века его использование ограничилось папой римским.
Титул употребляется также в обращении к далай-ламе, главам тибетских буддийских школ (традиций) и пандито хамбо ламе Буддийской традиционной сангхи России.

## Статус в Российской Федерации
Российская Федерация — республика, где нет сословий и законодательно закреплённых привилегий, а церковь отделена от государства (статья 14 Конституции Российской Федерации). Поэтому титул не имеет юридической силы, однако упоминается в некоторых официальных государственных документах.

## «Наша мерность»
В официальных документах патриархи и некоторые архиереи именуют себя «наша мерность» (греч. ἡ μετριότης ἡμῶν, лат. mediocritas nostra, дословно «наша умеренность»). Эта формулировка встречается и в богослужебных текстах, в частности в Чиновнике архиерейского священнодействия:
Благодать Святаго Духа, чрез На́шу Мерность, произво́дитъ тя, боголюбе́знейшаго а҆рхїмандрі́та [и҆лѝ: і҆еромона́ха], имярекъ , и҆збра́ннаго епі́скопа богоспаса́емаго [-ых] града [-овъ], имярек.